# Furacão Cesar–Douglas
O furacão Cesar – Douglas foi um dos poucos ciclones tropicais a sobreviver à passagem da bacia do Atlântico para o leste do Pacífico e foi o último a receber dois nomes ao fazê-lo. Cesar foi a terceira tempestade nomeada e o segundo furacão da temporada de furacões no Atlântico de 1996. O sistema se formou no sul do Mar do Caribe e afetou vários países da América do Sul antes de cruzar a Nicarágua e entrar no Pacífico oriental, onde foi renomeado Douglas. A tempestade matou 113 pessoas na América Central e do Sul e deixou outras 29 desaparecidas, principalmente devido a inundações e deslizamentos de terra.

## História meteorológica
As origens do furacão Cesar eram de uma onda tropical e uma área alongada de baixa pressão que emergiu no Atlântico a partir da costa oeste da África em 17 de julho. Por vários dias, a onda se moveu para o oeste sem nenhuma organização, embora um anticiclone no alto proporcionasse condições favoráveis ao desenvolvimento. Em 22 de julho, a convecção, ou tempestades, aumentou ao longo da onda ao se aproximar das ilhas Windward, no sul. A pressão da superfície diminuiu constantemente à medida que o sistema passava pelas Pequenas Antilhas, e uma circulação começou a se desenvolver perto de Trinidad e Tobago. Com base nos dados de superfície e satélite, estima-se que o sistema se desenvolva na Depressão Tropical Três às 18:00  UTC em 24 de julho perto de Isla Margarita, na costa norte da Venezuela. Operacionalmente, o National Hurricane Center (NHC) não a considerou uma depressão tropical até 18 horas mais tarde.
Com uma área de alta pressão incomumente forte localizada sobre as Bahamas, a depressão tropical se moveu para o oeste através do sul do Caribe, perto da costa norte da América do Sul. Cerca de 1200   UTC em 25 de julho, atingiu a ilha de Curaçao, que registou ventos de 45 graus mph (75) km/h). A observação indicou que a depressão atingiu o status de tempestade tropical, embora operacionalmente a depressão não tenha sido melhorada até o dia seguinte, momento em que o NHC nomeou a tempestade Cesar. Depois de cruzar Curaçao, a tempestade se moveu perto ou sobre a Península de Guajira, no extremo norte da Colômbia. A sua proximidade com a América do Sul impediu um fortalecimento significativo, até o final de 26 de julho, quando a tempestade atingiu as águas abertas do mar do Caribe, no sudoeste.

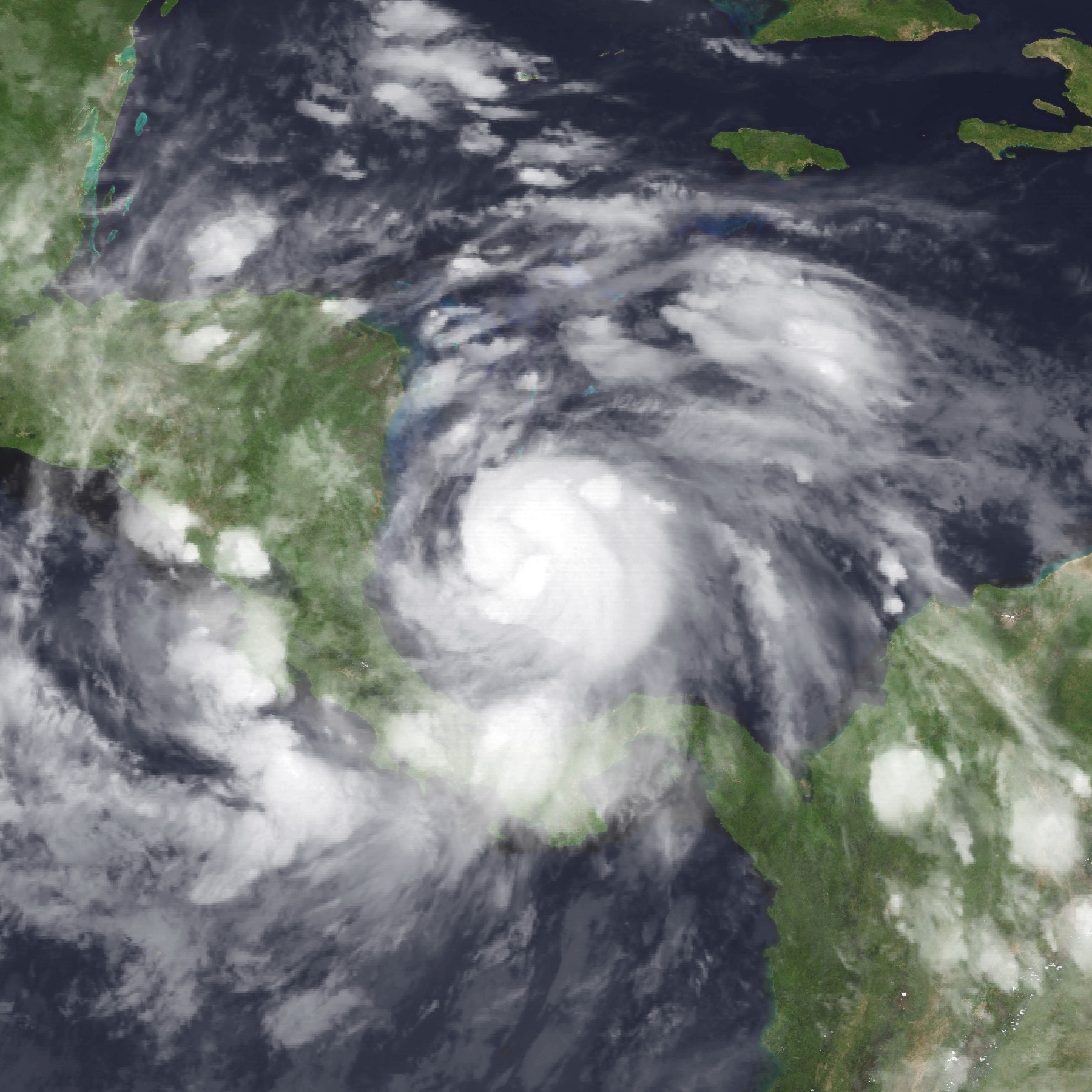
Furacão Cesar em intensidade máxima ao largo da costa da Nicarágua em 28 de julho

Em 27 de julho, Cesar alcançou o status de furacão na metade do caminho entre a Nicarágua e a Colômbia. Mais tarde naquele dia, o furacão passou pela ilha de San Andrés, que faz parte de um pequeno arquipélago colombiano na costa leste da Nicarágua. Quando Cesar se aproximou da América Central, olho formou-se com uma distância de 19 km , rodeado por convecção profunda na forma de uma parede ocular. Por volta das 0400 UTC em 28 de julho, o furacão Cesar fez landfall ao norte de Bluefields, na Nicarágua, com ventos de 75 mph (140 km/h). Ele se moveu rapidamente para o oeste-norte através do país, enfraquecendo-se para o status de tempestade tropical e emergindo no leste do Oceano Pacífico em 29 de julho. Isso fez de Cesar o ciclone tropical mais recente a atravessar a bacia do Atlântico para o leste do Pacífico até Otto alcançar o mesmo feito em 2016. Além disso, após a dissipação de Cesar – Douglas, houve uma mudança de política que determinou que tempestades futuras manteriam o seu nome original ao cruzar para outra bacia. Ao chegar ao Pacífico, o sistema passou a se chamar Depressão Tropical Sete-E, mas, em uma análise posterior, foi determinado que o ciclone mantinha o status de tempestade tropical ao cruzar a América Central. Uma vez confirmado seu status de tempestade tropical, ele foi renomeado para Tempestade Tropical Douglas. Na época, o acordo através da Organização Meteorológica Mundial era para que as tempestades fossem renomeadas se cruzassem do Atlântico para o Pacífico.
À medida que a tempestade se movia para o oeste, ela se intensificou rapidamente, com uma característica semelhante aos olhos se desenvolvendo às 09:00 UTC em 29 de julho. Pouco tempo depois, Douglas alcançou o status de furacão cerca de 115 mi (185 km) a sudoeste da fronteira Guatemala / México. Naquela época, os modelos de previsão de ciclones tropicais antecipavam dois cenários para o futuro de Douglas; uma era um rumo para noroeste para chegar a terra perto de Acapulco, e a outra era um rumo oeste-noroeste continuada, permanecendo no mar. O furacão Douglas finalmente tomou o último rumo. No final de 29 de julho, o olho do furacão estava bem definido no radar mexicano, e com vazão favorável de nível superior, temperaturas quentes da superfície do mar e uma região climatologicamente favorável para furacões intensos, o NHC previa que Douglas se fortalecesse aos ventos de 115 mph (185) km/h). No dia seguinte, sua estrutura tornou-se atípica de um furacão de fortalecimento, e o olho não foi visto brevemente nas imagens de satélite.
Em 31 de julho, Douglas tornou-se muito melhor organizado à medida que se tornou mais a oeste-noroeste e alcançou o status de grande furacão, ou uma categoria 3 na escala Saffir – Simpson, cerca de 205 milhas (330 km) a sudoeste de Manzanillo. No início de 1 de agosto, Douglas atingiu ventos de pico de 130 mph (215 km/h), uma categoria 4 na escala Saffir-Simpson. Mais tarde naquele dia, o furacão atingiu a menor pressão de 946 mbar a 275 milhas (440 km) ao sul da ponta sul da península de Baja California. Douglas manteve a intensidade de pico por 36 horas, até 2 de agosto, quando o olho se tornaram menos organizados quando a convecção geral começou a enfraquecer. O enfraquecimento continuou devido às águas mais frias quando Douglas se virou para o oeste e, em 3 de agosto, o furacão se deteriorou para o status de tempestade tropical.  Como uma tempestade tropical, houve mínima convecção profunda, embora o centro permanecesse muito bem definido. Em 5 de agosto, Douglas enfraqueceu-se para o status de depressão tropical e, no dia seguinte, não pôde mais ser classificado como um ciclone tropical. A circulação remanescente continuou em direção ao oeste por vários dias.

## Preparações
Antes da chegada de Cesar à Venezuela, um alerta de tempestade tropical foi emitido para áreas a oeste de La Vela de Coro, na fronteira com a Colômbia; o aviso foi interrompido mais tarde naquele dia. O governo da Colômbia emitiu um alerta de tempestade tropical em 25 de julho desde a fronteira com a Venezuela até Barranquilla, bem como as ilhas de Aruba e Curaçao. Esses avisos foram interrompidos mais tarde naquele dia após a passagem da tempestade.
Quando Cesar se aproximou da América Central, os avisos de furacão foram publicados na Nicarágua 31 horas antes do desembarque, deixando tempo suficiente para se preparar para o furacão. Com o furacão Joan ocorrendo apenas 8 anos antes, 10 724 pessoas foram evacuadas antes e durante o furacão para se refugiar em campos especiais.
Em 29 de julho, logo após Cesar emergir no Oceano Pacífico e foi reclassificado a Depressão Tropical Sete-E, o governo do México emitiu uma vigilância de tempestade tropical de Puerto Madero a Acapulco. Cerca de 12 horas depois, depois que a depressão se intensificou na tempestade tropical Douglas, o governo mexicano cancelou o alerta e emitiu um novo aviso de tempestade tropical de Salina Cruz para Acapulco; isso ocorreu devido à grande extensão dos ventos das tempestades tropicais associados a Douglas e a sua proximidade com a costa sul do México. Outro alerta de tempestade tropical foi emitido brevemente em 30 de julho de Acapulco a Manzanillo.

## Impacto
| País        | Mortes | Desaparecidos | Prejuízos       | Fontes               |
| ----------- | ------ | ------------- | --------------- | -------------------- |
| Colômbia    | 14     | 0 0           | $440.000        | [ 15 ] [ 16 ] [ 17 ] |
| Curaçao     | 1      | 0 0           | Desconhecido    | [ 18 ]               |
| Costa Rica  | 39.    | 29            | $151 milhões    | [ 19 ]               |
| El Salvador | 12     | 0 0           | US$ 10.000      | [ 20 ]               |
| Guatemala   | 0 0    | 0 0           | $500.000        |                      |
| Honduras    | 0 0    | 0 0           | $500.000        |                      |
| México      | 2      | 0 0           | US$ 10.000      |                      |
| Nicarágua   | 42.    | 0 0           | $50,5 milhões   | [ 21 ]               |
| Venezuela   | 3      | 0 0           | Desconhecido    | [ 22 ]               |
| Total       | 113    | 29            | $202,96 milhões |                      |

O furacão Cesar era um ciclone tropical carregado de humidade que provocava fortes chuvas ao longo de seu caminho pelo sul do mar do Caribe e pela América Central. Os danos foram moderados a extremos devido a deslizamentos de terra e inundações, e pelo menos 113 pessoas foram mortas.

### Pequenas Antilhas e América do Sul
A onda tropical precursora de Cesar produziu chuvas e ventos fortes através de uma grande parte das Pequenas Antilhas. Na Venezuela, fortes chuvas causadas pela tempestade provocaram inundações e deslizamentos de terra que mataram pelo menos cinco pessoas. Na capital Caracas, 45 pessoas ficaram desabrigadas como resultado da tempestade. Embora a tempestade tenha passado diretamente sobre a região, as ilhas ABC, na costa da Colômbia e Venezuela, receberam pouca chuva, chegando a 3.8 mm (0.15 in) em Curaçao. As rajadas de pico também foram medidas a 60 mph (95) km/h) na ilha. Os ventos causaram pequenos danos aos telhados e árvores das três ilhas, além de ondas fortes que afogaram uma pessoa em Curaçao.
Como uma tempestade tropical, Cesar atingiu o litoral norte da Colômbia, trazendo fortes chuvas e ventos fortes. Pelo menos três pessoas foram mortas em incidentes relacionados a tempestades, duas das quais ocorreram quando uma avalanche enterrou uma casa em Pueblo Bello, na parte norte do país. Cesar trouxe chuvas torrenciais ao arquipélago de San Andrés, Providencia e Santa Catalina, no litoral leste da Nicarágua. Onze pessoas foram mortas em todo o arquipélago, incluindo oito crianças que morreram em um deslizamento de terra. Nas ilhas, 60 casas perderam seus telhados e várias árvores foram derrubadas devido aos ventos fortes. O governador local afirmou que as perdas de Cesar atingiram 800 milhões de COP (US $ 440,00 USD).

### Nicarágua
As chuvas torrenciais foram o efeito imediato de Cesar, chegando a 10,7 polegadas (271 mm) em Bluefields, Nicarágua, com muitos outros locais relatando mais de 6 polegadas (150 milímetros). A intensa precipitação levou a deslizamentos de terra generalizados e a transbordar rios por todo o país montanhoso. A região mais afetada foi o lago Manágua, onde o nível da água estava se aproximando de níveis perigosos. A tempestade causou danos extensos em todo o país, deixando aproximadamente US $ 50,5 milhões em danos por trás. Grande parte das colheitas do país foi afetada, resultando em uma escassez de alimentos após o furacão. Segundo autoridades nicaraguenses, mais de 2.500 casas, 39 pontes e 40 km (25 mi) da estrada foram destruídas por Cesar. Ao todo, a tempestade matou 42 pessoas e deixou cerca de 100 000 desabrigados.

### Costa Rica
Como a Nicarágua, a Costa Rica recebeu fortes chuvas de Cesar, levando a deslizamentos de terra e inundações generalizadas. As inundações do rio danificaram 51 casas e levaram mais 213; além disso 72 pontes também foram destruídas. A rede viária foi significativamente danificada. A Costa Rica solicitou ajuda internacional após a tempestade. Em todo o país, pelo menos 39 pessoas foram mortas e os danos chegaram a US$ 151 milhões. Além disso, 29 pessoas foram listadas como desaparecidas.

### El Salvador
Enquanto Cesar continuava para o oeste, produziu fortes inundações e deslizamentos de terra no oeste de El Salvador, matando 9 na comunidade de José Cecilio del Valle. Quatro outras se afogaram em outras partes do país.

### México
O furacão Douglas trouxe até 6 polegadas (150   mm) de chuva na costa sul do México e resultou em uma maré de tempestade de 1,2 m tempestade. Duas mortes por afogamento foram relatadas em Cabo San Lucas.

## Rescaldo
O nome de Cesar, foi retirado na primavera de 1997, e não será usado novamente na bacia do Atlântico. Foi substituído com Cristobal na temporada de 2002.